# Auto Chassis International
Auto Chassis International (ACI) este o companie producătoare de componente auto, parte a grupului Renault.
Compania deține șase fabrici, dintre care două în Franța și câte una în România, Iran, Spania și Turcia.
Divizia din România a fost înființată în anul 1999, la Mioveni, iar în 2009 a fost preluată de Automobile Dacia.
În anul 2008, ACI a avut afaceri de 158 milioane euro în România.